# Жінки-мироносиці
Святі жінки́-мироно́сиці — жінки, про яких написано у Біблії в Новому Завіті (Див.: Мт. 28:1–15, Мр. 16:1–11, Лк. 24:1–12, Ів. 20:1–18, 1 Кор. 15:3–5).
. 

## У Біблії

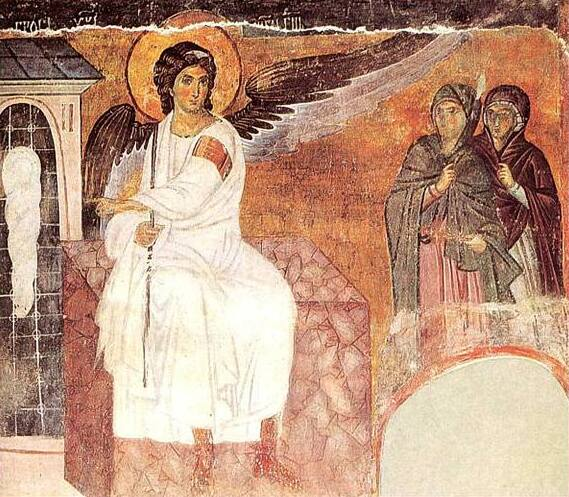

Коли Господь ходив з проповіддю, навколо нього завжди було багато людей. Деякі підходили, слухали й відходили. Але серед численного народу була група жінок, що відрізнялися від інших. Вони супроводжували Божественного Вчителя не тільки для того, щоб слухати Його Слово, але й з любов'ю служити Йому. Вони піклувались про нічліг, їжу та пиття, «служили Йому з майна свого» (Лк. 8: 3). Саме ці жінки рано-вранці поспішали до гробу Спасителя з миром і ароматами, щоб помазати тіло  Господа. Тому і названі вони мироносицями.

### Марія Клеопова
Була двоюрідною сестрою Діви Марії і матір'ю апостола Якова молодшого. (Апостол Яків був названий братом Господнім по плоті. Він написав соборне послання і пізніше був першим єпископом Єрусалимським.) Чоловік Марії — Клеопа (або Алфей) — був одним з учнів Господа, якому воскреслий Христос явився на шляху в поселення Еммаус. Марія Клеопова стояла при хресті поряд з Богородицею, ходила з ароматами до Його гробу. Вона одна з перших побачила Воскреслого і почула Його слова: «Радуйтесь!» (Мт. 28: 9)

### Соломія
Теж була родичкою Божої Матері. її чоловік Зеведей був простим рибалкою, а сини — Яків та Іоанн — найближчими до Господа апостолами. Христос покликав їх на апостольське служіння одними з перших, і вони були присутні в особливі миті Ісусового життя: на горі Фавор, при воскрешенні доньки Іаїра, при молитві в Гетсиманському саду. Саломія з синами ходить за Господом, слухає Його, служить Йому; вона присутня при Його похованні, приходить з ароматами до гробу.

### Іоанна
Дружина Хузи, домоправителя царя Ірода. Разом з іншими жінками вона служила Господу (Лк. 8:3). Вранці в неділю вона теж ходила до гробу і бачила воскреслого Христа.

### Сусанна
Благочестива жінка, яка разом з іншими служила Господу. Але про її життя відомо дуже мало.

### Марія
Сестра Лазаря, якого воскресив Господь. Марія любила, коли до них приходив Спаситель: вона сідала біля Його ніг і уважно слухала Його Слово. За декілька днів до Своєї хресної смерті Господь був у домі Симона прокаженого. Марія прийшла туди з посудиною дорогоцінного мира, яким вона з любові до Христа полила Йому голову і ноги. Потім вона витерла ноги Спасителя своїм волоссям. На обурення Іуди, — нащо, мовляв, таке марнотратство, — Господь сказав, що вона підготувала Його тіло до погребіння. І ще Христос сказав: «де тільки буде проповідане Євангеліє по всьому світу, сказано буде в пам'ять її і про те, що вона зробила» (Мт. 26:13). Ми не знаємо, чи ходила Марія з ароматами до гробу Господнього. Але знаємо, що, слухаючи Євангеліє, чинимо, як Марія, що «вибрала найкращу частку, яка не відбереться від неї» (Лк. 10:42).

### Марта
Сестра Лазаря й Марії. Про неї відомо тільки те, що вона піклувалася про частування для Божественного Гостя, Якого з любов'ю приймала в своєму домі. Вона дуже переживала, що не встигне все приготувати, і звернулася до Христа з проханням відпустити Марію допомогти. Господь похвалив Марфу за щире служіння, але наголосив, що сестра її Марія вчинила краще, слухаючи Слово Боже… Точно невідомо, чи ходила Марфа до гробу Спасителя. Але, цілком можливо, вона і тут послужила Йому серед «інших», не названих в Євангелії по імені.

### Марія Магдалина
Найвідоміша з мироносиць. Походила вона з галілейського міста Магдали. Марія страждала від хвороби, а Ісус Христос зцілив її, вигнавши з неї сім злих духів. Жінка з вдячним серцем — Марія Магдалина — після цього не лишала свого Спасителя. Вона скрізь супроводжувала Його, з любов'ю служила Йому. Вона стояла з Богородицею біля хреста, оплакуючи Господа. Вона спостерігала, куди клали Тіло Господа Йосиф Аримафейський та Никодим. Вона так тужила, що раніше за всіх — ще вночі — прийшла до гробу. Магдалина перша побачила воскреслого Христа і повідомила про це апостолам.

Християни святкують день жінок-мироносиць тому що: 
|  | Не тільки пахуче миро несли вони до гробу Спасителя. Вони несли свою велику віру, непохитну вірність, співчуття, милосердя і любов. Не зникли у світі ні вірність, ні любов. Вони — як і турбота, самовідданість, милосердя, доброта, — завжди пов'язані з образом жінки. |